# Texas Tech Red Raiders football
I Texas Tech Red Raiders sono la squadra di football americano di college che rappresenta la Texas Tech University. La squadra è attiva dal 1925 e dal 1947 gioca le partite interne nel Jones AT&T Stadium. Dal 2021 l'allenatore della squadra è Joey McGuire. Dal 1996 i Texas Tech Red Raiders giocano nella Big 12 Conference.

## Storia

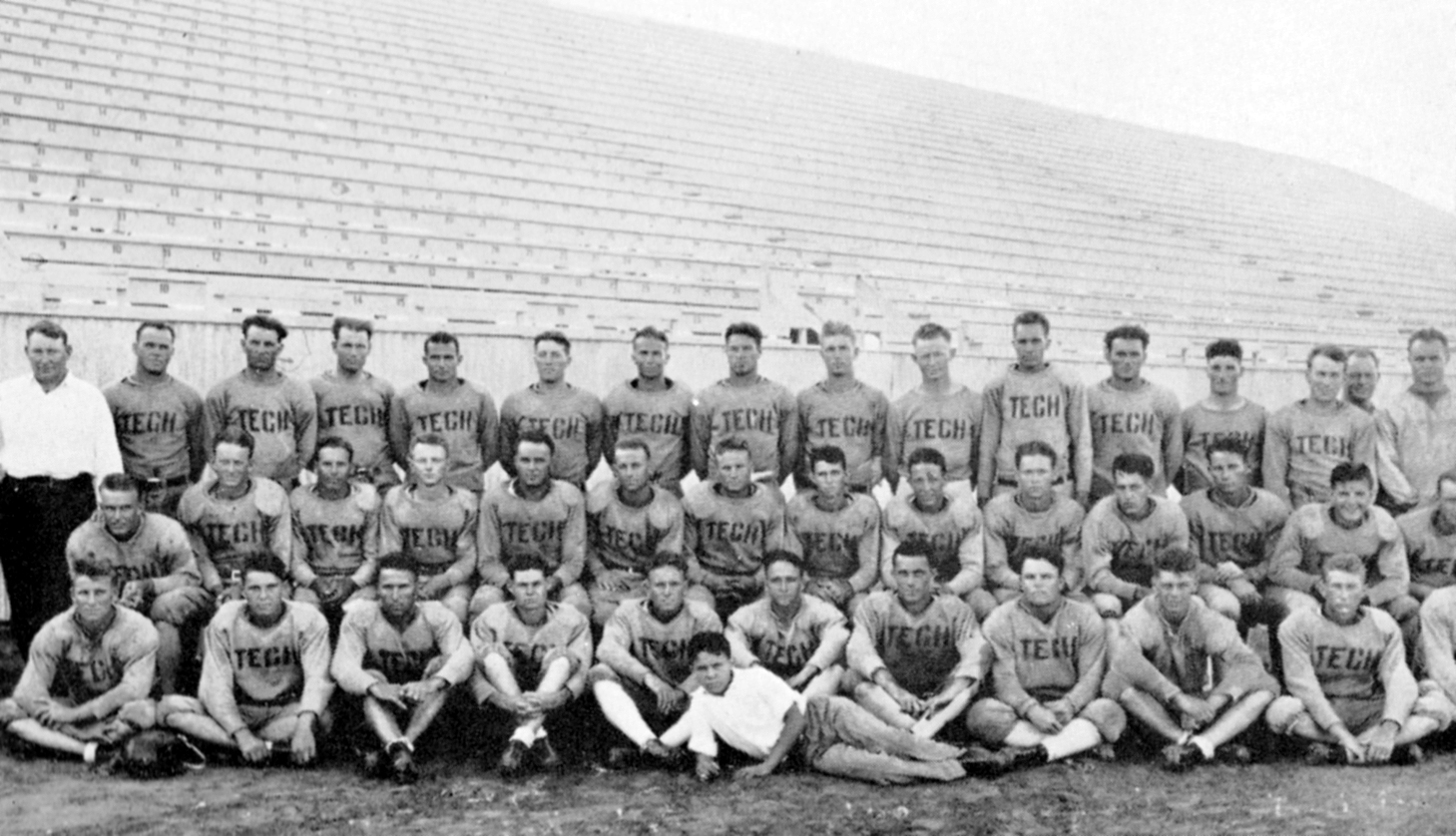
La squadra di football della Texas Tech nel 1928

Il programma di football della Texas Tech ebbe inizio nel 1925: la squadra si chiamava inizialmente Matadors, nome suggerito dalla moglie del primo allenatore, E.Y. Freeland, per riprendere l'influenza che l'architettura rinascimentale spagnola aveva nel campus universitario. Solo nel 1937 la squadra prese l'attuale nome di Red Raiders suggerito da un giornalista impressionato dall'uniforme di un brillante rosso scarlatto, da allora sempre mantenuta, e dal fatto che la stagione vedeva la squadra spostarsi da costa a costa. Affiliata dal 1932 alla Border Conference, nel 1956 passò alla Southwest Conference (SWC) rimanendovi fino al 1996, quando la conference fu sciolta, e aderí quindi alla Big 12 Conference, giocando nella Division South.

## Mascotte

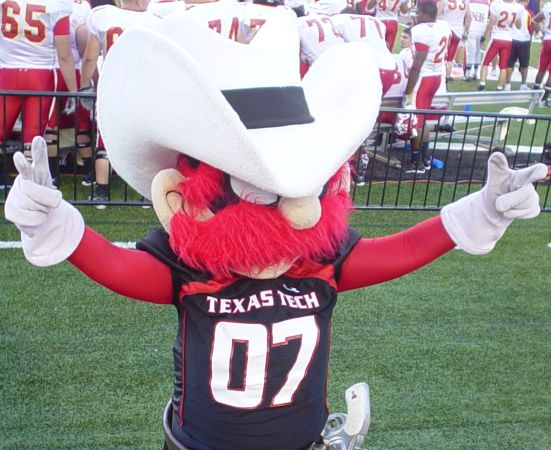
Raider Red, la mascotte dei Red Raiders

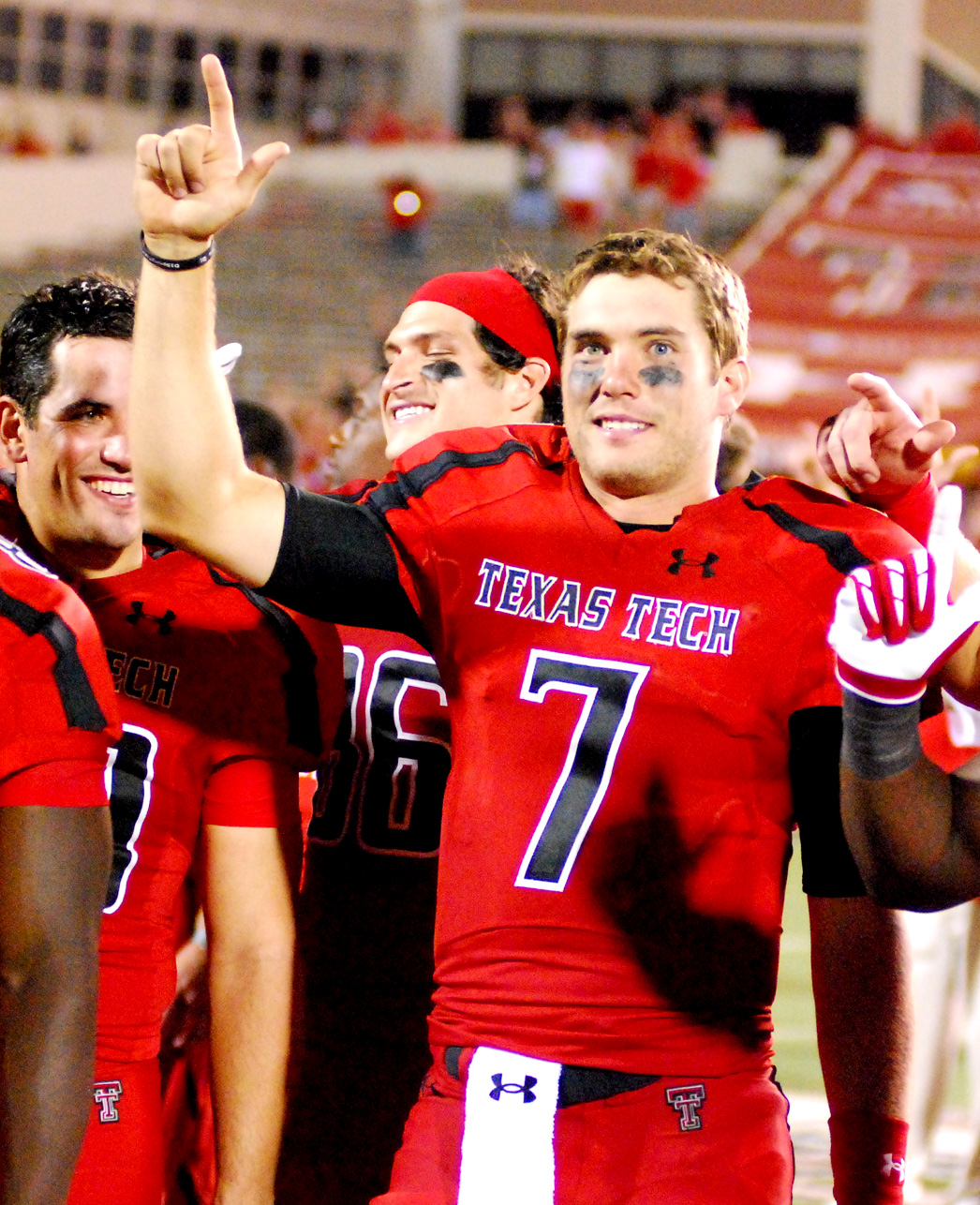
Guns up del quarterback dei Red Raider Seth Doege

La mascotte principale dei Red Raiders è The Masked Rider: introdotta nel 1936 e divenuta la mascotte ufficiale nel 1954, è un cavaliere vestito tutto di nero, con cappello nero e volto nascosto da un fazzoletto, con una cappa rossa e che monta un vero cavallo, anch'esso nero, che ancora oggi accompagna la squadra all'ingresso in campo nelle partite casalinghe.
Nel 1971 però l'allora Southwest Conference, a cui aderiva la Texas Tech, emanò la regola di non poter portare animali vivi in campo come mascotte nelle partite in trasferta: fu così introdotta una seconda mascotte, Raider Red, un pistolero che dopo ogni touchdown dei Red Raiders spara in aria con le sue pistole. Il segno fatto con la mano di una pistola puntata in aria, detto Guns up ed ispirato appunto dal modo di festeggiare di Raider Red, è divenuto il segno distintivo dei tifosi dei Red Raiders ed è utilizzato dalla folla ad ogni evento sportivo della Texas Tech.
 (EN) Texas Tech University, The Making of Red Raider, su YouTube, 13 febbraio 2013. URL consultato il 3 maggio 2023.

## Titoli

### Titoli di conference
Al 2022 i Red Raiders hanno vinto nella loro storia 11 volte la conference, tre volte a pari merito.
| Anno           | Conference           | Allenatore     | Record complessivo | Record di conference |    |
| 1937           | Border Conference    | Pete Cawthon   | 8-4                | 3-0                  |    |
| 1942†          | Border Conference    | Dell Morgan    | 4-5-1              | 4-0                  |    |
| 1947           | Border Conference    | Dell Morgan    | 6-4                | 4-0                  |    |
| 1948           | Border Conference    | Dell Morgan    | 7-3                | 5-0                  |    |
| 1949           | Border Conference    | Dell Morgan    | 7-5                | 5-0                  |    |
| 1951           | Border Conference    | DeWitt Weaver  | 7-4                | 5-0                  |    |
| 1953           | Border Conference    | DeWitt Weaver  | 11-1               | 5-0                  |    |
| 1954           | Border Conference    | DeWitt Weaver  | 7-2-1              | 4-0                  |    |
| 1955           | Border Conference    | DeWitt Weaver  | 7-3-1              | 3-0-1                |    |
| 1976†          | Southwest Conference | Steve Sloan    | 10-2               | 7-1                  |    |
| 1994†          | Southwest Conference | Spike Dykes    | 6-6                | 4-3                  |    |
| Totale titoli: | Totale titoli:       | Totale titoli: | Totale titoli:     | 11                   | 11 |

† titolo condiviso

### Titoli di division
| Anno           | Conference        | Divisione      | Allenatore |
| 2008†          | Big 12 Conference | South          | Mike Leach |
| Totale titoli: | Totale titoli:    | Totale titoli: | 1          |

† titolo condiviso

## Giocatori principali

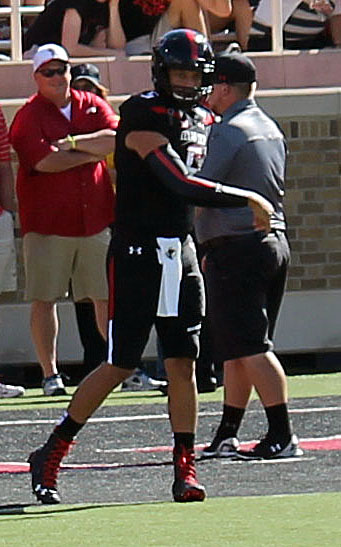
Mahomes nel 2014 con i Red Raiders

Il giocatore più talentuoso che ha militato nei Red Raiders è sicuramente il quarterback Patrick Mahomes, alla Texas Tech dal 2014 al 2016. Nel 2016 con i Red Raiders guidò la NCAA Division I FBS in diverse categorie, tra cui yard passate (5.052) e passaggi da touchdown (53), stabilendo inoltre il record, contro Oklahoma State, per il maggior numero di yard totali guadagnate in una partita (819) e pareggiando quello per yard passate in una gara (734). Divenuto professionista con i Kansas City Chiefs, nelle sue prime sei stagioni (2017-2022) vinse due Super Bowl (il LIV e il LVII), fu due volte premiato come MVP del Super Bowl e MVP della NFL (2018 e 2022), cinque volte convocato al Pro Bowl e tre volte All-Pro, una volta miglior giocatore offensivo della NFL (2018), stabilendo inoltre una serie di record di lega.
Nel 2022 Mahomes è stato inserito dalla Texas Tech nel Ring of Honor.

### College Hall of Fame
Alla stagione 2022 cinque ex giocatori dei Red Raiders sono stati inseriti nella College Football Hall of Fame.
| Nome                   | Anni      | Ruolo | Induzione |
| E.J. Holub             | 1958-1960 | C     | 1986      |
| Donny Anderson         | 1963-1965 | RB    | 1989      |
| David Wayne Parks      | 1961-1963 | WR    | 2008      |
| Adrian Gabriel Rivera  | 1979-1982 | DT    | 2012      |
| Zachary Michael Thomas | 1992-1995 | LB    | 2015      |

### Ring of Honor
A partire dal 2012 i Red Raiders onorano i migliori giocatori della loro storia inserendoli nel Ring of Honor: selezionati da un'apposita commissione, i giocatori che ricevono tale riconoscimento vedono il loro nome riportato su una sezione dello stadio dei Red Raiders. Al 2022 otto giocatori sono stati inseriti:
| Nome                   | Anni      | Ruolo | Induzione |
| Donny Anderson         | 1963-1965 | RB    | 2012      |
| David Wayne Parks      | 1961-1963 | WR    | 2012      |
| E.J. Holub             | 1958-1960 | C     | 2012      |
| Adrian Gabriel Rivera  | 1979-1982 | DT    | 2014      |
| Zachary Michael Thomas | 1992-1995 | LB    | 2016      |
| Michael Crabtree       | 2006-2008 | WR    | 2021      |
| Elmer Tarbox           | 1936-1938 | DB    | 2021      |
| Patrick Mahomes        | 2014–2016 | QB    | 2022      |